# Perceval le Gallois
Perceval le Gallois är en fransk film från 1978 i regi av Éric Rohmer, med Fabrice Luchini i huvudrollen. Den bygger på den medeltida riddarromanen Perceval ou le Conte du Graal av Chrétien de Troyes. Filmen ligger mycket nära originaltexten och använder en grekisk kör. Den blev nominerad till Césarpriset för Bästa foto och Bästa ljud.